# Адолф Мушг
Адолф Мушг (на немски: Adolf Muschg) е швейцарски поет, белетрист и литературовед.

## Живот и творчество
Роден е на 13 май 1934 г. в Цоликон (кантон Цюрих). През 1953 – 1959 г. следва германистика, англицистика и психология в Цюрихския университет, като докторант прекарва 2 триместъра в Кеймбриджкия университет. През 1959 г. в Цюрихския университет защитава дисертация при Емил Щайгер върху творчеството на Ернст Барлах.
Отначало работи като гимназиален учител в Цюрих (1959 – 1962). След това е лектор в Международния християнски университет в Токио (1962 – 1964), асистент в Гьотингенския университет (1964 – 1967), доцент в Университета „Корнел“ в Итака (1969 – 1970) и за кратко в Женевския университет. От 1970 г. до 1999 г. е професор по немски език и литература във Федералното висше техническо училище (на немски: Eidgenössische Technische Hochschule Zürich) в Цюрих, а от 1997 г. е първи ръководител на Collegium Helveticum. Пенсионира се през 1999 г.
Изследователската работа на Адолф Мушг е свързана с творчеството на Готфрид Келер, Гьоте и Волфрам фон Ешенбах. Води семинари по художествено писане. Сътрудничи на конфедеративните комисии за ревизия на Швейцарската конституция (1974 – 1977) и за концепция на Швейцарската фондация за солидарност (1997).
През 1965 г. излиза първата му книга „През лятото на заека“. Публикува многобройни романи, разкази и драматични текстове. Създава си име на разказвач с тънко чувство за отсенките в психологическия живот, за несъзнаваните мотиви на поведението, за невидимите съдбовни връзки с околните и с „големия свят“.
През 1994 г. Адолф Мушг получава наградата на името на Георг Бюхнер за книгата си „Червеният рицар. История на Парсифал“. През периода 2003 – 2005 г. е президент на Академията на изкуствата в Берлин.

В реч от 2012 г. по повод германския национален празник (3 октомври, Ден на германското единство) Мушг споделя:
| „ | Мечтая за „общество на знанието“, готово да научи, че с всеки въпрос, получил отговор, експотенциално нараства броят на въпросите, които още нямат отговор; за една сократова Европа. | “ |

### Литературознание
- Gottfried Keller, Biographie, 1977
- Literatur als Therapie? Ein Exkurs über das Heilsame und das Unheilbare. Frankfurter Vorlesungen, 1981
- Zeichenverschiebung, Über japanische Lebens- und Denkart, 1991
- Wenn Auschwitz in der Schweiz liegt, 1997
- Was ist europäisch? Reden für einen gastlichen Erdteil, 2005

### Художествени творби
- Im Sommer des Hasen, 1965
- Gegenzauber, 1967
- Fremdkörper, 1968
- Rumpelstilz. Ein kleinbürgerliches Trauerspiel, 1968
- Mitgespielt, 1969
- Papierwände, 1970
- Die Aufgeregten von Goethe. Ein politisches Drama, 1971
- Liebesgeschichten, 1972
- Albissers Grund, Kriminalroman, 1974 (Подбудите на Албисер)
- Entfernte Bekannte, 1976
- Kellers Abend. Ein Stück aus dem 19. Jahrhundert, 1976
- Noch ein Wunsch, 1979
- Baiyun oder die Freundschaftsgesellschaft, 1980
- Leib und Leben, 1982
- Das Licht und der Schlüssel. Erziehungsroman eines Vampirs, 1984
- Goethe als Emigrant, 1986
- Der Turmhahn und andere Liebesgeschichten, 1987
- Der Rote Ritter. Eine Geschichte von Parzival, 1993
- Herr, was fehlt Euch? Zusprüche und Nachreden aus dem Sprechzimmer des heiligen Grals, 1994
- Nur ausziehen wollte sie sich nicht, 1995
- Die Insel, die Kolumbus nicht gefunden hat. Sieben Gesichter Japans, 1995
- O mein Heimatland!, 1998
- Sutters Glück, 2001
Щастието на Зутер, изд. Весела Люцканова, 2004
- Das gefangene Lächeln. Eine Erzählung, 2002
  - Пленената усмивка, изд. Весела Люцканова, 2005
- Gehen kann ich allein und andere Liebesgeschichten, 2003
Мога да вървя сам и други любовни истории, изд. Весела Люцканова, 2005
- Der Schein trügt nicht. Über Goethe, 2004
- Eikan, du bist spät, 2005
- Wenn es ein Glück ist. Liebesgeschichten aus vier Jahrzehnten, 2008
- Kinderhochzeit, Roman, 2008
- Sax. Roman, 2010
- Löwenstern. Roman, 2012
- Im Erlebensfall. Versuche und Reden 2002 – 2013, 2014
- Die japanische Tasche. Roman, 2015

## Награди и отличия
- 1966: Награда на Швейцарска Фондация „Шилер“ за отделна творба
- 1967: Награда Георг Макензен
- 1967: Hamburger Leserpreis
- 1968: Награда Конрад Фердинанд Майер
- 1974: Награда Херман Хесе
- 1984: Zürcher Literaturpreis
- 1988: Награда на Швейцарска Фондация „Шилер“ за цялостно творчество
- 1990: Carl-Zuckmayer-Medaille
- 1993: Награда Рикарда Хух
- 1994: Награда Георг Бюхнер
- 1995: Premio Antico Fattore (Флоренция)
- 1995: Награда на фестивала във Виленица
- 2001: „Награда Гримелсхаузен“
- 2004: Федерален орден за заслуги
- 2006: Wilhelm-von-Schadow-Medaille
- 2015: Швейцарски литературни награди „Grand Prix Literatur“